# Sigri
Sigri er en lille fiskerby nær det vestligste punkt af øen Lesbos, i Grækenland. Navnet kommer fra det græske ord for sikkerhed. Sigri har nemlig en sikker havn. Byen har også en ruin af et tyrkisk fort fra 1746, der er bygget under den osmanniske besættelse. Fortet overvåger Sigri-bugten og den lange ø Nissiopi, der dækker bugtens munding og giver læ for vinden. Havnen i Sigri er stor nok til store fartøjer og endda færger fra fastlandet. Men næsten al skibstrafik til Lesbos lægger til i Mytilini på øens østlige side.
Der er flere restauranter. De fleste har også fisk fra lokalområdet på menuen. 
Sigri er også hjemby for Det Naturhistoriske Museum for Lesbos Forstenede Skov. Den Forstenede Skov ligger et par kilometer inde i landet øst for Sigri, men der også mange små og store forsteninger at se lige omkring Sigri.
Sigri ligger i den tørre ende af Lesbos, og det er sparsomt med vegetation og landbrug. Området er tyndt befolket, og der kommer ikke mange turister. 
Der kan være en del vind, men det er altid mulig at vælge en læ strand, en klit eller den læ ende af en strand. Sigri er endnu ikke opdaget af windsurfere. 
Bystranden er en flot 180 grader stor bugt med gråt sand og er som regel børnevenlig.
Omkring Sigri finder man de bedste sandstrande på Lesbos. Der er seks gode sandstrande, hvor nøgenbadning er en mulighed inden for gåafstand fra byen. 

## External links
- Sigri
- The Natural History Museum Arkiveret 7. juli 2007 hos  Wayback Machine